# 張煦棻
張煦棻是一名台灣的珠寶設計師。出生於台灣，五歲時隨家人移民巴西。畢業於里约热内卢联邦大学，取得地質學士學位。
畢業後，1997年在台北創立珠寶工作室，協助客戶設計原創珠寶。1999年，第一只設計冰種白翡別針成功在蘇富比香港拍賣會拍出。
2011年為長期關注愛滋病友的「台灣關愛之家協會」，捐出100只獨一無二的「Earth & Heaven」寶環戒募款，募得捐款全數捐贈關愛之家。